# 780-talet

## Händelser
- 31 juli 781 - Den japanska vulkanen Fuji får ett utbrott.
- 784 - Japan flyttar huvudstaden från Nara, och Naraperioden upphör.
- 784 - Den kinesiske ingenjören och prinsen Li Gao uppfinner en framgångsrik modell av hjulångarbåtar.

## Födda
- 788 – Abd ar-Rahman II, emir av Córdoba.

## Avlidna
- 780 – Leo IV, kejsare av Bysantinska riket.